# První důstojník (letectví)

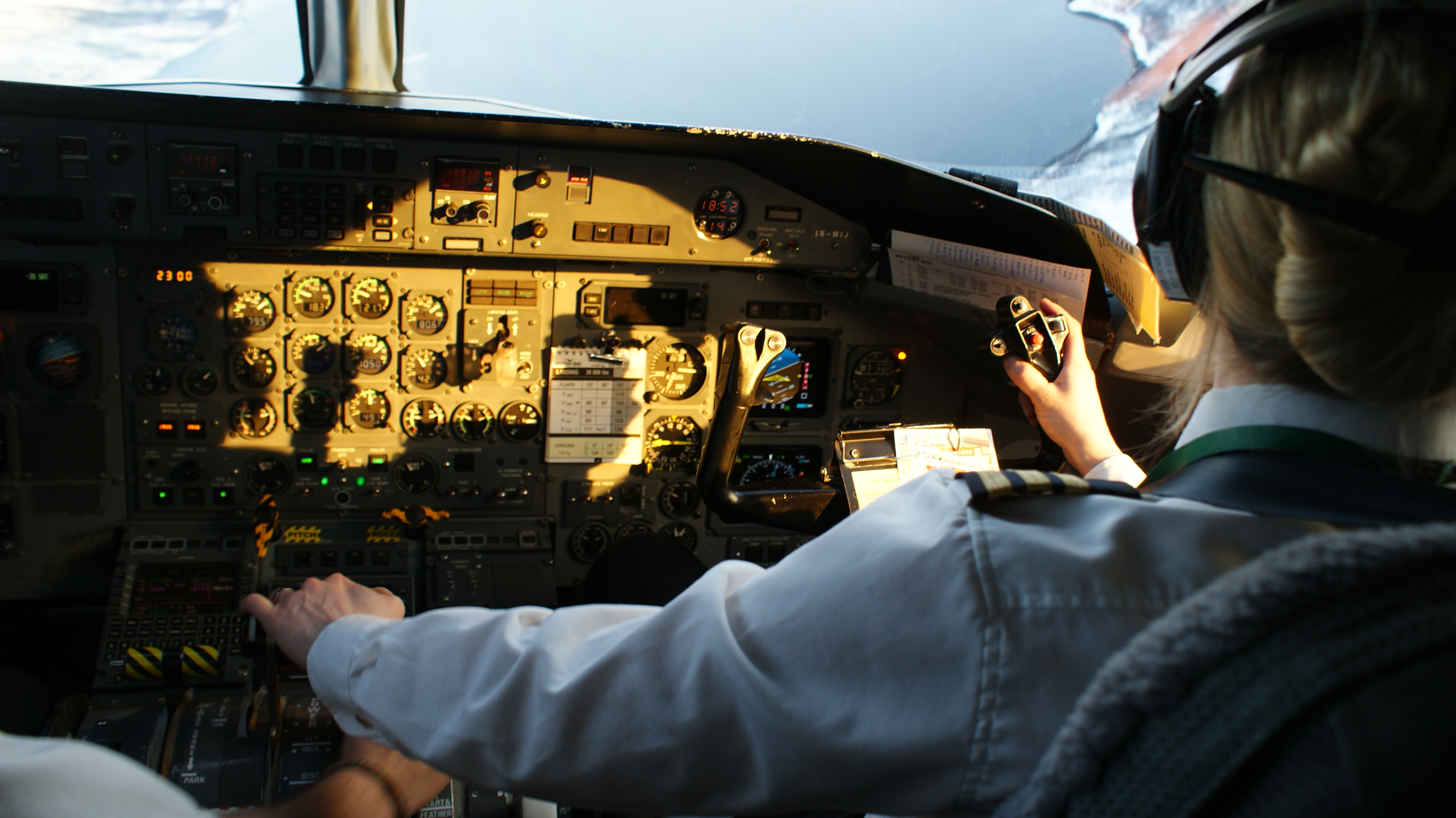
První důstojník při pilotování letadla Bombardier Dash 8

V letectví se prvním důstojníkem (někdy také nazývaný kopilot či kopilotka) rozumí druhý nejvýše postavený pilot letadla. Jediným výše postaveným pilotem je kapitán, který je velitelem letadla. V případě, že kapitán ztratí schopnost letadlu nadále velet, jeho funkci převezme první důstojník.
Řízení letadla je obvykle rovnoměrně rozděleno mezi kapitána a prvního důstojníka, přičemž jeden pilot se obvykle označuje jako „pilot flying“ a „pilot not flying“ (nebo „pilot monitoring“), podle toho, který z nich zrovna aktivně letadlo řídí. I když je řídícím pilotem zrovna první důstojník, kapitán letadla je plně odpovědný za letadlo, jeho cestující a posádku. V typickém každodenním provozu zůstává pracovní náplň kapitána i prvního důstojníka velmi podobná.
Mnoho leteckých společností při povyšování prvních důstojníků na kapitány bere v úvahu pouze odslouženou dobu v této konkrétní společnosti. V důsledku toho může mít první důstojník více zkušeností než kapitán, jelikož tyto zkušenosti získal u jiných leteckých společností nebo v armádě. První důstojník tradičně sedí na pravé straně letadla a na levé straně helikoptéry.